# François Theurel
François Theurel, né le 14 juin 1983 à Lyon, est un auteur français et le vidéaste web de la chaîne YouTube Le Fossoyeur de films. Ayant soutenu un doctorat en rapport avec le cinéma, il devient critique de cinéma sur internet en octobre 2012 en créant des vidéos qu'il diffuse sur diverses plateformes.

## Biographie

### Débuts
Né le 14 juin 1983 à Lyon, François Theurel grandit dans une famille de professeurs. Il obtient un baccalauréat scientifique puis suit des études en sciences politiques à l'IEP de Lyon, puis en sociologie à Avignon. Il a ensuite enseigné à Avignon Université,. 
Il est titulaire d'un doctorat en sciences de l'information et de la communication. Sa thèse soutenue sous la direction d'Emmanuel Ethis est présentée et soutenue le 6 décembre 2011 à l'Université d'Avignon et des Pays de Vaucluse. Le sujet en est : « Le spectateur en mouvement : perspectives et impacts de la diffusion cinématographique numérique sur les pratiques spectatorielles en milieu festivalier ».

### Critiques cinéma
François Theurel se lance en septembre 2012 sur YouTube avec le projet musical Dead Watts, mais c'est surtout avec l'émission Le Fossoyeur de films, consacrée au cinéma de genre, un mois plus tard, qu'il se fait connaitre. Son pseudonyme fait référence à sa volonté de « déterrer » des films oubliés ou de vieux débats. Même s'il trouve rapidement son propre ton, il a déclaré s'être notamment inspiré de Lindsay Ellis (Nostalgia Chick) et de Spoony, contributeurs américains au site ThatGuyWithTheGlasses.com (devenu désormais Channel Awesome). Il préfère ne pas se contenter de critiquer un mauvais film de façon humoristique mais plutôt s'orienter vers une analyse synthétique des œuvres et thématiques qu'il traite. Au fur et à mesure, il développe l'univers de son personnage, le Fossoyeur, en quête du « film de genre ultime ». Theurel met fin à l'émission en novembre 2018 avec le 37e épisode consacré au film Les Tortues Ninja.
Il réalise aussi d'autres formats d'émissions, comme l'Après séance, consacrée à des films récemment sortis en salles ou les deux épisodes de Et si... évoquant un univers dystopique dans lequel un évènement du cinéma se serait produit différemment, entraînant avec lui des conséquences démesurées (Et si...Indiana jones, Et si... Watchmen). 
Il sort ensuite en 2015 et en exclusivité sur Dailymotion l’émission Film Wars, qui cherche à « revenir sur la production problématique de quelques films devenus cultes par la suite » puis en rapatriera les épisodes sur la plateforme Youtube à partir de novembre 2020, les retravaillant par la même occasion. 
En compagnie de Mathieu Pradalet, il crée parallèlement la chaîne Studio Uha, dédiée à l'humour noir et/ou décalé. Dans son sillage, plusieurs créateurs de contenus vidéo émergent en Avignon, parmi lesquels Patrick Baud (Axolot), Mathieu Pradalet (French Food Porn), Adrien Darricau (Raptus), Michael Roch (La Brigade du Livre) ou encore Jimmy Vallentin (hokku). Dès 2016, ces créateurs organisent un festival annuel de vidéastes sur internet au sein même d'Avignon, nommé Frames. 
Il réussit rapidement à vivre de son travail, notamment grâce aux publicités générées par les visionnages ainsi que par le financement participatif de son public sur Tipeee. 
À partir du Festival de Cannes 2014, il est invité par Canal+ à créer des chroniques vidéo autour du festival.
François Theurel sort son premier ouvrage en octobre 2018, T'as vu le plan ? 100 plans cultes (ou pas) et ce qu'ils nous apprennent sur le cinéma, chez Tana Éditions. Il y décrit cent longs-métrages à travers un de leurs plans. Selon Rafael Wolf de la Radio télévision suisse, il s'agit d'un ouvrage « beau et soigné », avec de « l'humour et la pertinence caractéristique de François Theurel ». 
Le vidéaste annonce dans le même temps la fin du personnage du Fossoyeur de films après une vidéo finale sortie en novembre 2018. Il précise que sur YouTube il souhaite « continuer à parler de cinéma, mais en tant que François Theurel ». De cette décision naîtront les formats des Virées cinéma-projet permis notamment via un financement participatif  sur KissKissBankBank, et impliquant des visites de lieux de tournages emblématiques en collaboration avec d'autres vidéastes- mais également de Cut-challenges de montage lors desquels François Theurel et ses camarades de Pandora Création détournent "des films à la manière d'autres réalisateurs"-.
En 2019, il est le président de la Guilde des vidéastes, association déclarée en liquidation judiciaire le 7 juillet 2023 par le tribunal d'Avignon à cause de "la découverte de nouvelles dettes, [de] l'impossibilité de mettre en place des partenariats financiers pérennes et [de] procédures prudhommales engagées à l'encontre de la structure".

## Ouvrages
- T'as vu le plan ? : 100 plans cultes (ou pas) et ce qu'ils nous apprennent sur le cinéma, Paris, Tana Éditions, 25 octobre 2018, 224 p. (ISBN 979-10-301-0273-4)
- Camera obscura : Les mystères du cinéma, Paris/impr. en Italie, Hoëbeke, 21 octobre 2021, 192 p. (ISBN 978-2-84230-758-5)
- Revue Estrange, Hoebeke, 2023.